# Суразаков, Сазон Саймович
Сазон Саймович Суразаков (23 декабря 1925 — 20 марта 1980) — алтайский фольклорист, писатель и литературовед. Доктор филологических наук (первый алтайский доктор наук).

## Биография
Сазон Суразаков родился в 1925 году в селе Сайдыс (ныне Майминский район Республики Алтай).
Участвовал в Великой Отечественной войне.
В 1948 году окончил Московский педагогический институт им. В. И. Ленина. В 1950 году стал кандидатом филологических наук, а в 1973 году — доктором. В 1952 году стал вторым директором Горно-Алтайского научно-исследовательского института истории, языка и литературы (современное название — Научно-исследовательский институт алтаистики имени С. С. Суразакова).
Член Союза писателей СССР с 1958 года.

## Творчество
Первые произведения Суразакова были опубликованы в 1949 году. В своих произведениях он поднимает тему преобразований на Алтае за годы Советской власти. Его перу принадлежат сборники поэзии и прозы «Стихи и рассказы» («Стихтер ле куучындар»), «Любимый край» («Сӱӱген јерим»), «Голубой вечер» («Чаҥкыр эҥир»). Также Суразаков является автором многих работ по алтайскому фольклору и литературе.
- Алтай баатырлар. В 10 т. – Горно-Алтайск, 1958-1980.
- Суразаков, С. С. Героическое сказание о богатыре Алтай-Буучае / С. С. Суразаков. – Горно-Алтайск, 1961. – 180 с.
- Суразаков, С. С. Кайчи Н. Улагашев / С. С. Суразаков. – Горно-Алтайск, 1961. – 39 с.
- Суразаков, С. С. Алтай литература / С. С. Суразаков. – Горно-Алтайск, 1962. – 200 с.
- Суразаков, С. С. Алтай фольклор / С. С. Суразаков. – Горно-Алтайск, 1975. – 232 с.
- Суразаков, С. С. Алтайский героический эпос / С. С. Суразаков. – М., 1985. – 256 с.
- Суразаков, С. С. Сходные черты стиля в орхонских надписях и эпосе тюркоязычных народов / С. С. Суразаков // Филология народного эпоса. – М., 1975.
- Суразаков, С. С. Об опыте работы над научным переводом алтайского героического эпоса / С. С. Суразаков // Фольклор: издание эпоса. – М., 1977.
- Суразаков, С. С. Из глубины веков / С. С. Суразаков. – Горно-Алтайск, 1988.

## Память
- Научно-исследовательский институт алтаистики имени С. С. Суразакова.